# Milieu BCP
Pour l’article homonyme, voir BCP.
 (novembre 2022).
Si vous disposez d'ouvrages ou d'articles de référence ou si vous connaissez des sites web de qualité traitant du thème abordé ici, merci de compléter l'article en donnant les références utiles à sa vérifiabilité et en les liant à la section « Notes et références ».
Le milieu BCP ou bouillon lactosé au BCP est un milieu de culture non sélectif et non enrichi utilisé en microbiologie pour l'identification de bactéries. C'est un milieu différentiel, comportant un indicateur de pH, le pourpre de bromocrésol (BCP de l'anglais « bromocresol purple »). Ce dernier donne une couleur pourpre au milieu, et passe au jaune si le lactose du milieu est utilisé par les bactéries, par fermentation.

## Usage
Dénombrement des coliformes des eaux.

## Composition
Dans un volume final d'un litre:
- Peptone : 5,0 g
- Extrait de viande de bœuf : 3,0 g
- Lactose : 10,0 g
- Pourpre de bromocrésol : 25 mg

- Agar : 15 g

(pH = 6,8)

## Lecture
Le pourpre de bromocrésol est pourpre en milieu basique ou neutre, et devient jaune lorsque le milieu devient acide et que le pH diminue.
- Les bactéries "lactose +" utilisent le lactose présent dans le milieu comme source d'énergie. En dégradant le lactose, les bactéries produisent de l'acide ce qui entrainera une acidification du milieu et donc le virage de l'indicateur coloré de pH (le pourpre de bromocrésol), qui en milieu acide est jaune.
- les bactéries "lactose -" n'utilisent pas le lactose mais les peptones. En dégradant les peptones les bactéries alcalinisent le milieu qui restera donc violet.